# وینت رابینسون
وینت رابینسون (انگلیسی: Vinette Robinson) بازیگر بریتانیایی متولد برادفورد، یورک‌شر غربی، انگلستان است. او بیشتر برای بازی در نقش گروهبان سالی داناوان در شرلوک، رزا پارکس در دکتر هو و قسمت «نفرت میان ملت» آینه سیاه شناخته شده‌است.
از فیلم‌ها یا برنامه‌های تلویزیونی که وی در آن نقش داشته‌است، می‌توان به در بستر هم‌آغوشی، تصور کن من و تو، دکتر هو، شرلوک، آینه سیاه، سرود کریسمس و جنگ ستارگان: خیزش اسکای‌واکر اشاره کرد. وی همچنین به عنوان صداپیشه در بازی ویدئویی عصر اژدها: تفتیش عقاید حضور داشته‌است.